# Station Boża Wola
Station Boża Wola is een spoorwegstation in de Poolse plaats Boża Wola.